# Limnonectes kenepaiensis
Limnonectes kenepaiensis es una especie de anfibio anuro del género Limnonectes de la familia Dicroglossidae.

## Distribución geográfica
Es originaria del oeste de Borneo.